# مانويل فلوريس
مانويل فلوريس (بالإسبانية: Manolo Flores)‏ (23 يوليو 1951 في إسبانيا - ) هو مدرب رياضي ومدرب كرة سلة ولاعب كرة سلة إسباني في مركز هجوم صغير الجسم، شارك في بطولة أمم أوروبا لكرة السلة 1979 والألعاب الأولمبية الصيفية 1980 وبطولة أمم أوروبا لكرة السلة 1975 وبطولة أمم أوروبا لكرة السلة 1981 وبطولة كأس العالم لكرة السلة 1974 وبطولة أمم أوروبا لكرة السلة 1977 وبطولة أمم أوروبا لكرة السلة 1973. ولعب مع نادي برشلونة.

## وصلات خارجية
- مانويل فلوريس على موقع الاتحاد الدولي لكرة السلة (الإنجليزية)
- مانويل فلوريس على موقع بروبوليرز (الإنجليزية)
- مانويل فلوريس على موقع سبورتس رفرنس (الإنجليزية)
- مانويل فلوريس على موقع الدوري الإسباني لكرة السلة (الإسبانية)
- مانويل فلوريس على موقع اللجنة الأولمبية الدولية (الإنجليزية)
- مانويل فلوريس على موقع أوليمبيديا (الإنجليزية)
- مانويل فلوريس على موقع اللجنة الأولمبية الإسبانية (الإسبانية)